# Râul Hagiul
Râul Hagiul este un afluent al râului Neagra Șarului. 